# Новосёлки (Бобруйский район)
Новосёлки — деревня в Глушанском сельсовете (до 2013 года — в Осовском) Бобруйского района Могилёвской области Белоруссии.
В 22 км к западу от Бобруйска, в 8 км от железнодорожной станции Ясень на линии Бобруйск — Минск, 132 км от Могилёва. Неподалёку автодорога Новоселки — Бобруйск. 19 хозяйств, 30 жителей.

## История
В 1847 года упоминается как в. Новоселки 1 (10 дворов, 40 жителей) в составе поместья Ахотичи Бобруйского уезда Минской губернии, собственность помещика. Рядом существовала деревня Новоселки 2 (6 дворов, 44 жителя). Позже деревни слились в одну.
По переписи 1897 года деревня в Городокской волости, 25 дворов, 190 жителей, винная лавка. В 1907 году — 204 жителя. В 1917 году — 32 двора, 211 жителей.
В 1921 году в Новосёлках открыта школа. В 1934 году организован колхоз имени Красина. В Великую Отечественную войну 8 сельчан погибли на фронте.
Согласно переписи 1959 года — 178 жителей, в 1970 году — 145. В 1986 году в Новосёлках 40 хозяйств, 72 жителя, магазин, в составе совхоза «Дойничево».

## Планировка
Планировка представляет собой плавно изогнутую улицу, ориентированную с востока на запад. Застройка двусторонняя, деревянная, усадебного типа.